# 破浪号风帆训练舰
中国人民解放军海军破浪舰（舷號：86），是中国人民解放军海军的第一艘风帆训练舰。

## 概况
该舰舰名“破浪”取“乘风破浪”之意。2016年5月17日，该舰在广船国际南沙厂区开工。建造工期大约18个月，预计2017年底下水。2016年9月26日上午，破浪号接舰部队组建仪式在广州举行，中国人民解放军海军副参谋长胡中明宣布破浪号接舰部队组建通知及舰长任职命令，中国人民解放军海军大连舰艇学院院长严正明宣布破浪号政委任职命令。
破浪号风帆训练舰隶属中国人民解放军海军大连舰艇学院某训练舰支队。设计为三桅全装备快速帆船。舰长85米、宽11米，标准排水量1200多吨，最大帆面积2630平方米，最大使帆航速约18节，可以同时供50个海军学员实习。
破浪号风帆训练舰主要用于海军院校学员攀高桅、操帆缆、打绳结、天文航海等船艺技能及传统航海技能训练，并开展对外军事交流等活动。
本舰原型为荷兰达门船厂（Damen Group）2630型帆船，有来自同一设计公司的姊妹舰：阿曼皇家海军训练舰阿曼青年号。